# Liste der britischen Gesandten beim Deutschen Bund
Liste der britischen Gesandten beim Deutschen Bund in Frankfurt am Main.

## Gesandte
| Ernennung / Akkreditierung | Name                                                  | Bemerkungen | ernannt von | Posten verlassen |
| -------------------------- | ----------------------------------------------------- | --- | ----------- | ---------------- |
| 1. Juni 1815               | Alexander Cockburn                                    | außerordentlicher Gesandter bei den Hansestädten, dem niedersächsischen Reichskreis,                                             | Georg III.  |                  |
| 28. Nov. 1817              | Frederick Lamb, 3. Viscount Melbourne                 | Ministre plénipotentiaire beim deutschen Bund in Frankfurt am Main                                                               | Georg III.  |                  |
| 6. März 1820               | Frederick Lamb, 3. Viscount Melbourne                 | außerordentlicher Gesandter beim deutschen Bund in Frankfurt am Main                                                             | Georg III.  |                  |
| 7. Okt. 1823               | George-Hamilton Seymour                               | Geschäftsträger beim deutschen Bund in Frankfurt am Main                                                                         | Georg III.  |                  |
| 2. Apr. 1824               | Frederick Cathcart                                    | Ministre plénipotentiaire beim deutschen Bund in Frankfurt am Main                                                               | Georg III.  |                  |
| 2. Feb. 1826               | Alan Frederick Cathcart, 3. Earl Cathcart             | (* 1828; † 1905) Ministre plénipotentiaire beim Kurfürstentum Hessen                                                             | Georg III.  |                  |
| 20. März 1827              | John-Ralph Milbanke                                   | Geschäftsträger beim Kurfürstentum Hessen                                                                                        | Georg III.  |                  |
| 18. Feb. 1828              | Henry Unwin Addington                                 | Ministre plénipotentiaire beim deutschen Bund in Frankfurt am Main und beim Kurfürstentum Hessen                                 | Georg III.  |                  |
| 2. Nov. 1829               | George William Chad                                   | Ministre plénipotentiaire beim deutschen Bund in Frankfurt am Main und beim Kurfürstentum Hessen                                 | Georg III.  |                  |
| 16. Nov. 1830              | Thomas Cartwright                                     | Ministre plénipotentiaire beim deutschen Bund in Frankfurt am Main                                                               | Wilhelm IV. |                  |
| 14. Jan. 1831              | Thomas Cartwright                                     | Ministre plénipotentiaire beim Kurfürstentum Hessen                                                                              | Wilhelm IV. |                  |
| 2. Mai 1838                | Henry Fox, 4. Baron Holland                           | Ministre plénipotentiaire beim deutschen Bund in Frankfurt am Main                                                               | Victoria    |                  |
| 2. Mai 1838                | Henry Fox, 4. Baron Holland                           | Ministre plénipotentiaire beim Kurfürstentum Hessen                                                                              | Victoria    |                  |
| 2. Jan. 1839               | Ralph Abercromby, 2. Baron Dunfermline                | Ministre plénipotentiaire beim deutschen Bund in Frankfurt am Main                                                               | Victoria    |                  |
| 25. Juli 1839              | Ralph Abercromby, 2. Baron Dunfermline                | Ministre plénipotentiaire beim Kurfürstentum Hessen                                                                              | Victoria    |                  |
| 1. Aug. 1840               | William Fox-Strangways, 4. Earl of Ilchester          | außerordentlicher Gesandter und Ministre plénipotentiaire beim deutschen Bund in Frankfurt am Main und beim Kurfürstentum Hessen | Victoria    |                  |
| 29. Juni 1841              | Francis-Reginald Forbes                               | Ministre plénipotentiaire beim Herzogtum Sachsen-Coburg und Gotha                                                                | Victoria    |                  |
| 24. März 1843              | Francis-George Molyneux                               | Geschäftsträger beim Bundestag (Deutscher Bund) (* 5. März 1805; † 24. Mai 1886)                                                 | Victoria    |                  |
| 20. Apr. 1847              | John Fane, 11. Earl of                                | Ministre plénipotentiaire in Mecklenburg-Schwerin und Mecklenburg-Strelitz                                                       | Victoria    |                  |
| 20. Apr. 1847              | John-Duncan Bligh                                     | Ministre plénipotentiaire in Herzogtum Oldenburg                                                                                 | Victoria    |                  |
| 15. Okt. 1847              | John-Duncan Bligh                                     | Ministre plénipotentiaire in Herzogtum Braunschweig                                                                              | Victoria    |                  |
| 15. Okt. 1847              | John Fane, 11. Earl of                                | Ministre plénipotentiaire in Anhalt-Dessau                                                                                       | Victoria    |                  |
| 15. Okt. 1847              | Francis-Reginald Forbes                               | Ministre plénipotentiaire in Sachsen-Weimar-Eisenach, Sachsen-Altenburg, Sachsen-Meiningen                                       | Victoria    |                  |
| 15. Okt. 1847              | William Fox-Strangways, 4. Earl of Ilchester          | Ministre plénipotentiaire beim Großherzogtum Hessen und Herzogtum Nassau                                                         | Victoria    |                  |
| 15. Okt. 1847              | Stratford Canning, 1. Viscount Stratford de Redcliffe | außerordentliche Mission nach Deutschland, Belgien, Griechenland und der Schweiz                                                 | Victoria    |                  |
| 29. Juli 1848              | Henry Wellesley, 1. Earl Cowley                       | | Victoria    | 1852             |
| 1852                       | Alexander Malet                                       | (* 23. Juli 1800; † 28. November 1886)                                                                                           | Victoria    | 1866             |
| 1868                       | Augustus Loftus                                       | Norddeutscher Bund | Victoria    | 1871             |